# Lato i dym
Lato i dym (ang. Summer and Smoke) – amerykański dramat filmowy z 1961 roku w reżyserii Petera Glenville’a,  na podstawie sztuki Tennessee Williamsa pod tym samym tytułem.
Otrzymał cztery nominacje do Oscara.

## Główne role
- Laurence Harvey jako John Buchanan Jr
- Geraldine Page jako Alma Winemiller
- Rita Moreno jako Rosa Zacharias
- Una Merkel jako pani Winemiller
- John McIntire jako doktor Buchanan
- Pamela Tiffin jako Nellie Ewell
- Earl Holliman jako Archie Kramer
- Casey Adams jako Roger Doremus
- Lee Patrick jako pani Ewell
- Thomas Gomez jako papa Zacharias